# Загальна історія піратів
«Загальна історія пограбувань і вбивств найвідоміших піратів» (англ. A General History of the Robberies and Murders of the most notorious Pyrates), або скорочено «Загальна історія піратів» — книга з біографіями найвідоміших тогочасних піратів, видана в Британії в 1724 році. Книга значним чином вплинула на формування усталених популярних уявлень про піратів серед широкого західноєвропейського загалу. Її автор використовував ім'я капітан Чарльз Джонсон, яке зазвичай вважається криптонімом одного з лондонських письменників-видавців. Книга надала майже легендарного статусу найяскравішим персонажам і дотепер є першоджерелом для біографій багатьох відомих піратів, хоча цілком імовірно, що автор використовував значну художню вільність у своїх описах. Книга також вперше містить назву піратського прапора «Веселий Роджер» і наводить його зображення з черепом та кістками.

## Історія
Перше видання «Загальної історії пограбувань і смертовбивств, вчинених найзнаменитішими піратами» побачило світ навесні 1724 року у лондонському видавництві Томаса Ворнера, й у травні надійшло продаж у книгарню Чарльза Рівінгтона, що розташовувався неподалік Собору Св. Павла в Лондоні. Книга була невеликою за форматом (1/8, octavo), була оформлена в просту шкіряну палітурку і виглядала досить скромно в порівнянні з іншими виданнями. Видання було проілюстрована трьома гравюрами з портретами найзнаменитіших піратів, зокрема Чорної Бороди та Бартолом'ю Робертса.
Незважаючи на скромний вигляд, книга капітана Чарльза Джонсона мала шалений успіх і весь тираж розійшовся досить швидко. Через кілька місяців з'явилося друге видання, в 1725 — третє, а в 1726 — істотно доповнене четверте, що вийшло вже в 2 томах і включало біографії ще 12 піратів. Описи піратів в книзі потурали смакам і прагненню британської публіки до екзотики, наводячи яскраві історії про морські пригоди. Англійський військово-морський історик Девід Кордінглі пише: «Стверджується що капітан Джонсон створив сучасну концепцію піратів, і, здається, немає причин сумніватися в цьому». Шотландські романісти Роберт Луїс Стівенсон (автор «Острова скарбів») і Джеймс Баррі (автор «Пітера Пена» з Капітаном Гаком) назвали «Загальну історію піратів» Джонсона одним із головних творів, що здійснив вплив на їх творчість, і Стівенсон навіть запозичив ім'я для одного персонажа власної книги (Ізраель Генд) з переліку членів команди Чорної Бороди, який з'явився в книзі Джонсона.

## Авторство
Автор, який використовує ім'я капітан Чарльз Джонсон, залишився невідомим, незважаючи на численні спроби істориків з'ясувати його особу:129.
У 1932 році літературознавець і письменник на ім'я Джон Роберт Мур стверджував, що Даніель Дефо був автором «Загальної історії» :126–141. Інші джерела, включаючи статтю 2004 року, припускають, що автором міг бути видавець Натаніель Міст (або хтось, хто на нього працював). Автор Колін Вудард у книзі «Республіка піратів» вважає помилковим приписування роботи Джонсона Дефо і віддає перевагу гіпотезі, що за псевдонимом Джонсон справді ховається Натаніель Міст.

## Зміст

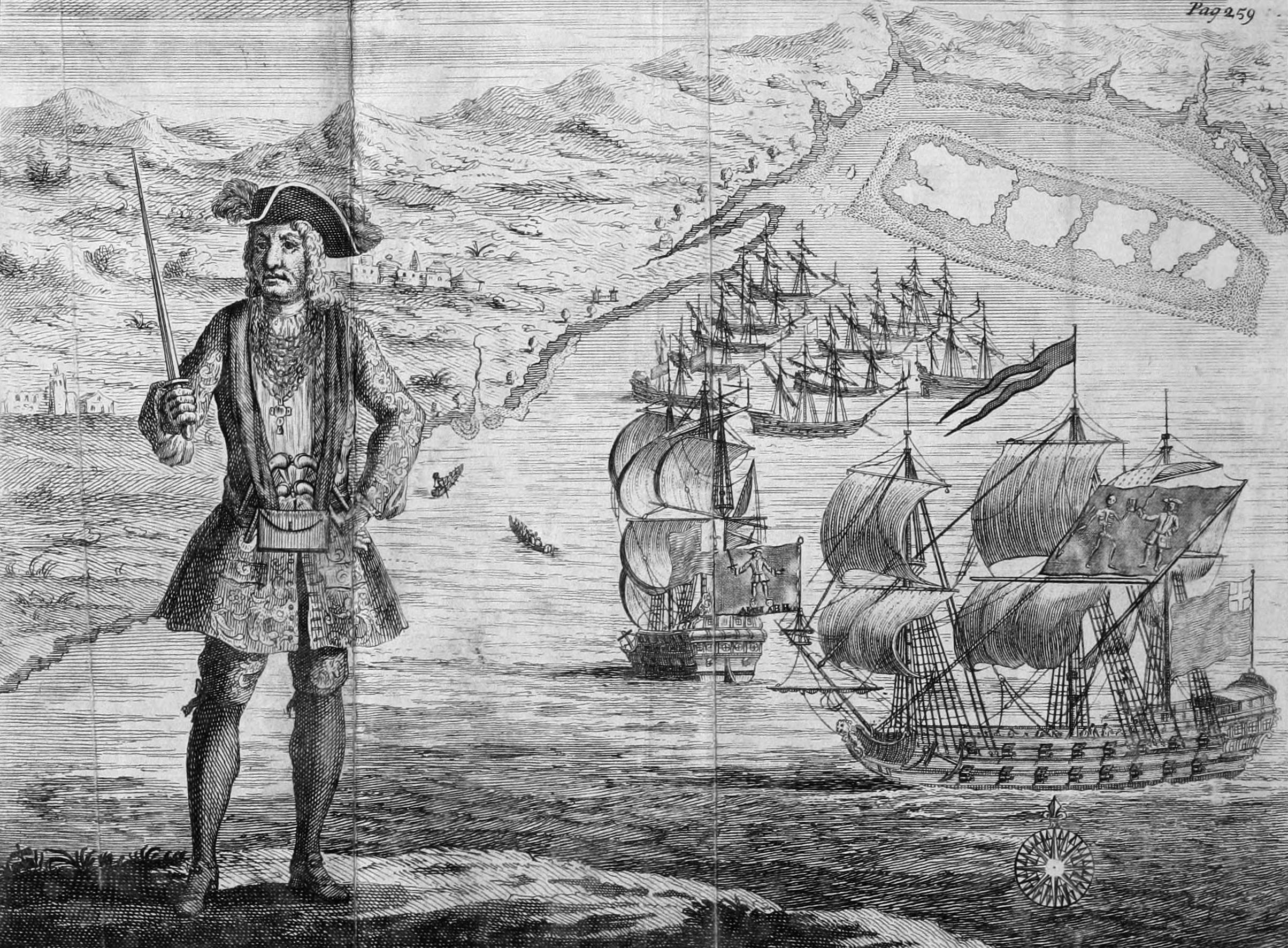
Ілюстрація з зображенням валлійського пірата Бартолом'ю Робертса у виданні 1724 року

В «Загальній історії піратів» було вперше описано багато характерних деталей, які згодом стали поширеними в піратській літературі, наприклад описи піратів на деревяній нозі або з пов'язкою на оці, заховані на островах піратські скарби і назву піратського прапора Веселий Роджер. Автор прямо цитує двох піратів, які назвали свій прапор Веселим Роджером (названий на честь першого Пірата та його команди): валлійський пірат Бартоломью Робертс у червні 1721 року та англійський пірат Френсіс Спріггс у грудні 1723 року. Книга надає майже міфічного статусу найбільш яскравим персонажам, таким як сумнозвісні англійські пірати Чорна Борода та Каліко Джек. Вона містить стандартний опис життя багатьох людей, які все ще відомі у XXI столітті і вплинула на піратську літературу шотландських романістів Роберта Луїса Стівенсона та Дж. М. Баррі.
Книга вийшла у двох томах. Перший здебільшого стосується піратів початку XVIII століття, тоді як том II описує подвиги їхніх попередників, що діяли кількома десятиліттями раніше. У першому томі автор досить близько дотримується доступних джерел, хоча й дещо прикрашає історії. У другому томі він продовжує свої описи далі й включає біографії трьох осіб, які можуть бути цілком вигаданими. Книга мала величезний вплив на формування популярних уявлень про піратство.

### Пірати, описані в томі I
- Енн Бонні
- Бартолом'ю Робертс
- Чорна Борода
- Каліко Джек
- Чарлз Вейн
- Едвард Інгленд
- Едвард Лоу
- Френсіс Спріггс
- Джордж Лоутер
- Генрі Еврі
- Гауелл Девіс
- Ізраель Гендс
- Джеймс Мартел
- Джон Еванс
- Джон Гау
- Веселий Роджер
- Мері Рід
- Річард Ворлі
- Філіп Роше
- Стід Боннет
- Томас Анстіс

### Пірати, описані в томі II
- Крістофер Кондент
- Джон Бовен
- Джон Голзі
- Натаніел Норт
- Семюел Белламі
- Семюел Бюргесс
- Томас Говард
- Томас Тью
- Вільям Флай
- Вільям Кідд
- Девід Вільямс

а також біографії ймовірно вигаданих капітанів — Джеймса Міссона, Вільяма Льюїса та Джона Корнеліуса.

## Галерея

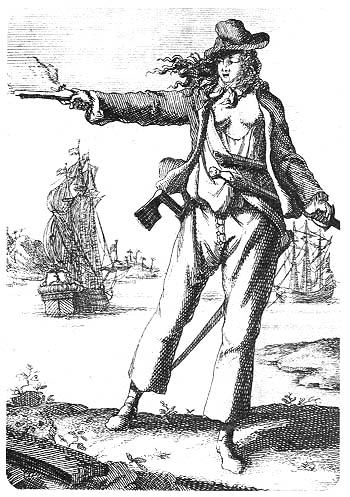
Енн Бонні з голландської версії книги Чарльза Джонсона.
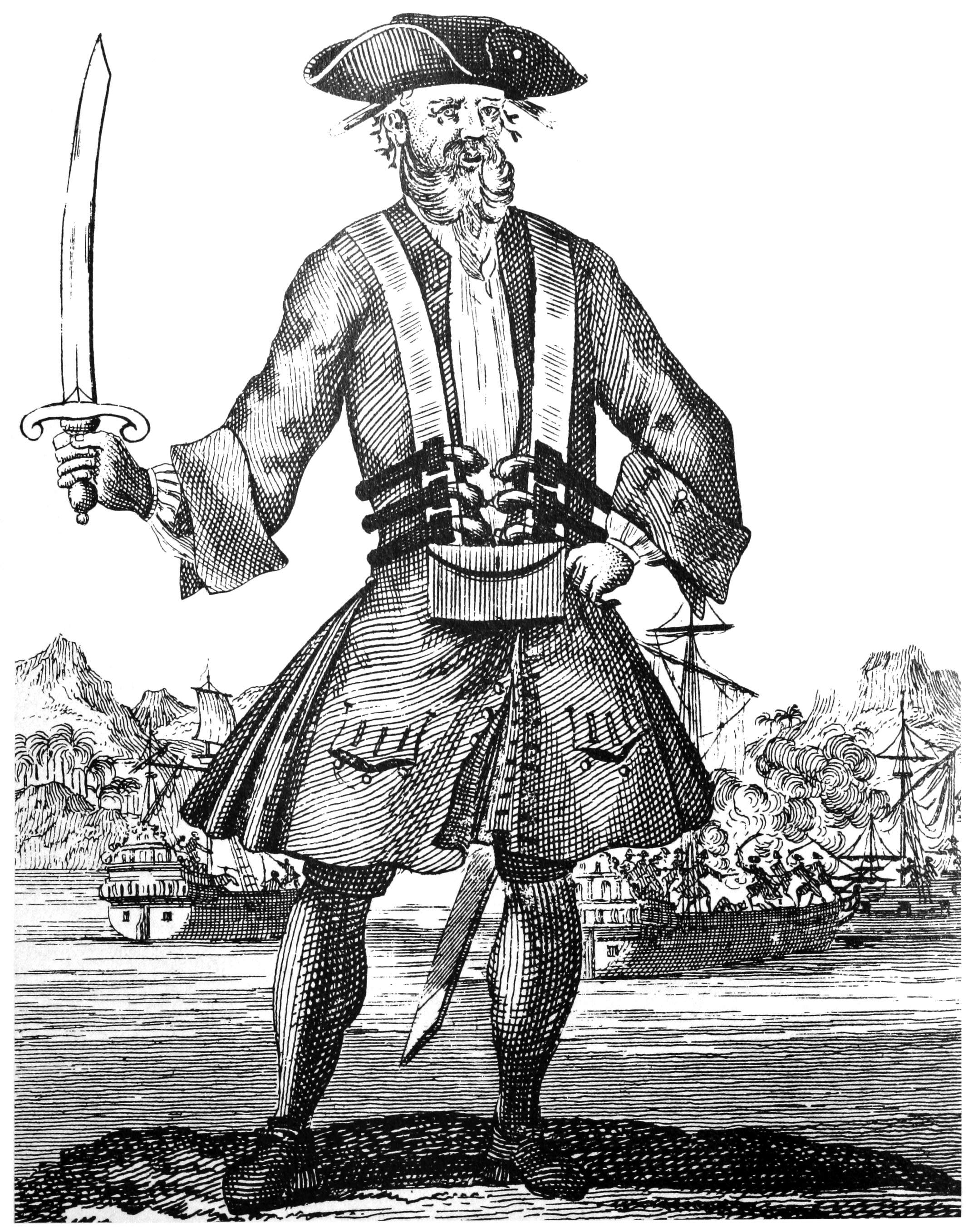
Едвард Тіч, він же Чорна Борода, гравюра Бенджаміна Коула у виданні 1724 р.
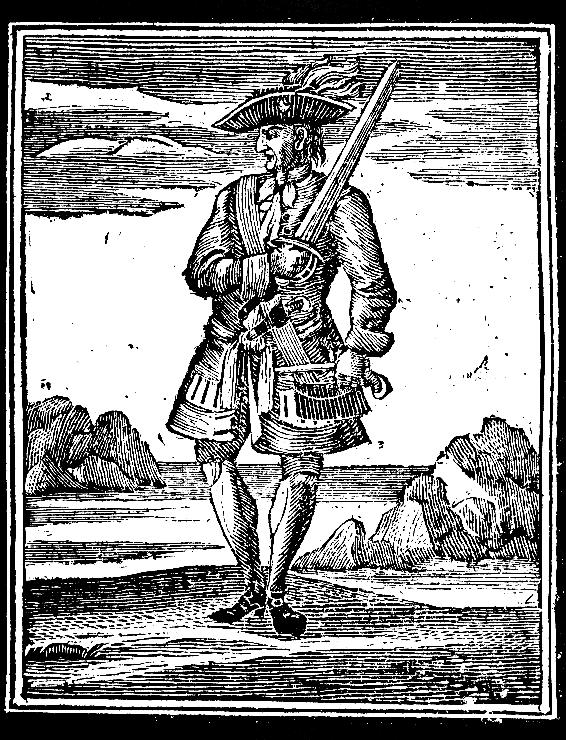
"Каліко" Джек Рекгем гравюра у виданні 1725 р.
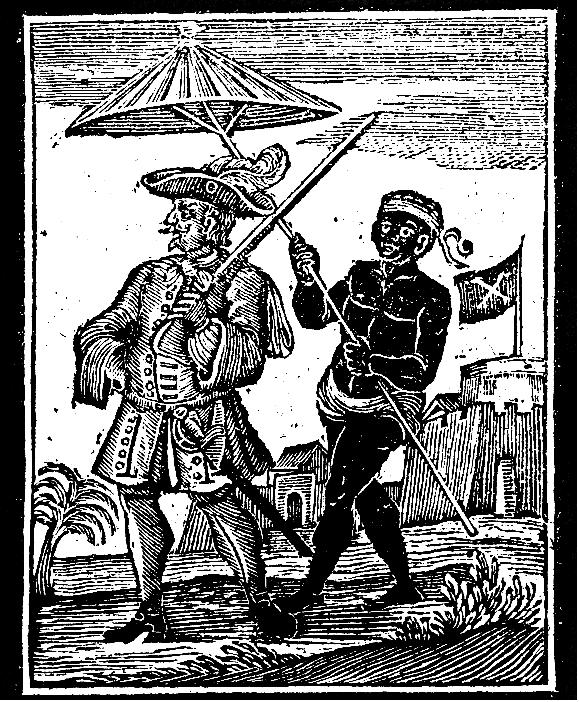
Генрі Еврі гравюра у виданнівидання 1725 р.
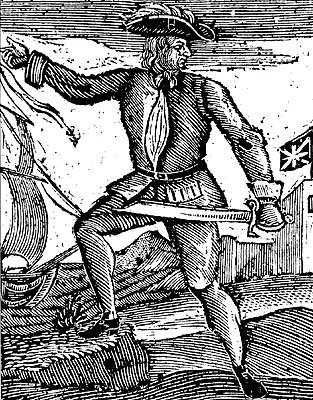
Гауелл Девіс гравюра у виданні 1728 р.
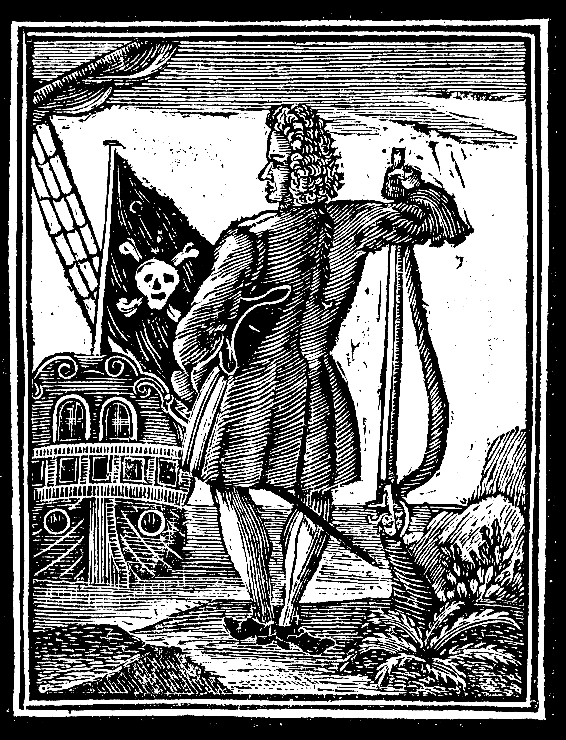
Стед Боннет гравюра у виданні 1725 р.